# FOREVER 1 (歌曲)
是韓國女子組合少女时代第七張正規專輯的主打曲，由SM娛樂於2022年8月5日發布。

## 背景與發行
SM娛樂於2022年5月17日宣布，為了慶祝成團十五週年，少女時代將於8月推出新專輯，從而結束了五年的休團期。7月4日，成員秀英在TvN的《這週照顧我》節目上透露，將發行第七張正規專輯。7月25日，SM娛樂進一步宣布，少女時代的第七張正規專輯《FOREVER 1》將於8月8日發行。隨後一天，宣布了詳細的宣傳日程，並表示數位版專輯將於8月5日提前發行，以紀念組合成立十五週年。7月27日，宣布《FOREVER 1》將包括同名主打歌在內十首曲目，同時宣佈由Kenzie擔任製作，她曾參與2007年的再次重逢的世界、2010年的Oh!和2017年的All Night等單曲的製作。音樂錄影帶預告片於7月4日至5日發布。這首歌曲與專輯和其音樂錄影帶一同於8月5日發行。11月17日，由Matisse & Sadko、Aiobahn和Mar Vista製作的混音EP《iScreaM Vol. 19: Forever 1 Remixes》發行。

## 編曲
這首歌是由Kenzie與Ylva Dimberg共同創作，並與Moonshine一起編曲。這首歌被形容為一首充滿活力旋律的舞曲，具有令人興奮的節日氛圍和清新的夏日氣息，歌詞講述了對那些在任何時候、任何地方都能給予力量的珍貴人們的永恆愛。這首歌交替呈現了一種俏皮的戀歌和對組合彼此長久關係的慶祝，含有「讓我們永遠在一起」的意涵。以A大調作曲，每分鐘節拍為124拍。

## 音樂錄影帶
這支由申熙元導演的音樂錄影帶，隨著SM娛樂於2022年8月5日發布的歌曲一起發布。音樂錄影帶描繪了成員們“過著高端生活，如乘坐私人飛機、乘坐豪華轎車、被狗仔隊圍攻、在夜店擔任DJ”，畫面在他們高端生活和“在遊輪上以及五彩繽紛的遊行花車上緊密編排的場景中一起表演”之間切換。
Teen Vogue 將這支音樂錄影帶選為年度最佳K-pop音樂錄影帶之一。

## 商業表現
首周亮相於2022年7月31日至8月6日的韓國Circle数字榜排名第75名，同時也出現在下載榜第11名、串流榜第113名和背景音樂榜第32名。歌曲在2022年8月21日至27日期間上升至数字榜的第五名、串流榜第4，以及下載榜的第四位。該曲還以第3名首次亮相於2022年8月20日的《告示牌》韓國歌曲榜上首次亮相。
在日本，於2022年8月17日的榜單中在《告示牌》Japan Hot 100上首次亮相，排名第56位；在其組成榜單中，這首歌在Top Download Songs上首次亮相，排名第47位，並在Top Streaming Songs上排名第83位。在新加坡，這首歌在2022年8月5日至11日的榜單中，在新加坡唱片業協會Top Streaming Chart上首次亮相，排名第七位，並在新加坡唱片業協會Top Regional Chart上排名第四位。這首歌也在2022年8月20日的榜單中在《告示牌》Singapore Songs上首次亮相，排名第六位。在馬來西亞，這首歌在2022年8月20日的榜單中在《告示牌》Malaysia Songs上首次亮相，排名第八位。在印尼，這首歌在2022年8月20日的榜單中在《告示牌》Indonesia Songs上首次亮相，排名第14位。在香港，這首歌在2022年8月20日的榜單中在《告示牌》Hong Kong Songs上首次亮相，排名第13位。在台灣，這首歌在2022年8月20日的榜單中在《告示牌》Taiwan Songs上首次亮相，排名第四位。在越南，這首歌在2022年8月18日的榜單中在《告示牌》Vietnam Hot 100上首次亮相，排名第13位。
在美國，這首歌於2022年8月20日的排行榜上，首次亮相於《告示牌》全球數字歌曲銷售榜第四名。在新西蘭，歌曲於2022年8月15日的排行榜上首次亮相於紐西蘭熱門單曲榜第17名。在澳大利亞，歌曲於2022年7月18日的排行榜上首次亮相於澳大利亞唱片業協會尋找熱門單曲榜第17名。在全球範圍內，這首歌在2022年8月20日的排行榜上首次亮相於《告示牌》全球二百大單曲榜第67名，以及告示牌全球（排除美國）的第41名。

## 宣傳
在《FOREVER 1》專輯於2022年8月5日發行之前，少女時代在YouTube和抖音上舉辦了一場名為“少女時代 'Forever 1' 倒計時直播”的現場活動，介紹了專輯及其歌曲，包括，並與粉絲一起慶祝他們的十五周年紀念。專輯發行後，他們原定於8月11日在Mnet的《M Countdown》和8月14日在SBS的《人气歌谣》上表演，但因成員徐玄確診新冠肺炎，兩次出演均於8月9日取消。隨後，他們分別於8月19日在韓國廣播公司的《音乐银行》，8月20日在文化廣播公司的《Show! 音樂中心》，以及8月21日在SBS的《人气歌谣》上露面。

## 榜單成績
| 音源榜                        | FOREVER 1最高名次 | FOREVER 1最高名次 | FOREVER 1最高名次 | FOREVER 1最高名次 | FOREVER 1最高名次 | 來源   |
| 音源榜                        | 實時榜            | TOP100            | 日榜              | 週榜              | 月榜              | 來源   |
| ----------------------------- | ----------------- | ----------------- | ----------------- | ----------------- | ----------------- | ------ |
| iChart                        | 4                 |                   |                   | 5                 |                   | [ 44 ] |
| Melon                         | 4                 | 5                 | 5                 | 5                 | 7                 | [ 47 ] |
| Genie                         | 4                 |                   | 5                 | 5                 | 8                 | [ 48 ] |
| Bugs                          | 1                 |                   | 1                 | 3                 |                   | [ 49 ] |
| Flo                           | 4                 |                   |                   |                   |                   | [ 50 ] |
| VIBE                          |                   |                   | 5                 |                   |                   | [ 51 ] |
| YouTube                       |                   |                   |                   | 1                 |                   | [ 52 ] |
| - 「 」：該段時期未設立排行榜 |                   |                   |                   |                   |                   |        |

| 排行榜（2022年）                           | 峰值 |
| ------------------------------------------ | ---- |
| 澳洲（澳大利亞唱片業協會尋找熱門單曲榜）   | 17   |
| 全球（Billboard Global 200）               | 67   |
| 香港（《告示牌》Hong Kong Songs）          | 13   |
| 印度尼西亞（《告示牌》Indonesia Songs）    | 14   |
| 日本（Japan Hot 100）                      | 56   |
| 馬來西亞（《告示牌》Malaysia Songs）       | 8    |
| 新西兰（紐西蘭熱門單曲榜）                 | 17   |
| 新加坡（《告示牌》Singapore Songs）        | 6    |
| 新加坡（新加坡唱片業協會）                 | 7    |
| 韓國（Circle数字榜）                       | 5    |
| 臺灣（《告示牌》Taiwan Songs）             | 4    |
| 美国（《告示牌》World Digital Song Sales） | 4    |
| 越南（Vietnam Hot 100）                    | 13   |

| 排行榜（2022年）     | 峰值 |
| -------------------- | ---- |
| 韓國（Circle数字榜） | 6    |

| 排行榜（2022年）     | 峰值 |
| -------------------- | ---- |
| 韓國（Circle数字榜） | 66   |

## 所獲榮譽
| 出版商     | 列表柱                               | 名次   | Ref.   |
| ---------- | ------------------------------------ | ------ | ------ |
| 告示牌     | 2022年25首最佳韩国流行歌曲：员工精选 | 第13名 | [ 53 ] |
| 柯夢波丹   | 2022年15首最佳韩国流行歌曲排名       | 第二名 | [ 54 ] |
| Dazed      | 2022年最佳韩国流行歌曲               | 第12名 | [ 55 ] |
| Idology    | 2022年结束：年度20首歌曲             | 被列入 | [ 56 ] |
| Teen Vogue | 2022年21部最佳韩国流行音乐视频       | 被列入 | [ 57 ] |
| Teen Vogue | 2022年79首最佳韩国流行歌曲           | 被列入 | [ 58 ] |

## 發行歷史
| 地區 | 日期           | 格式          | 版本 | 公司              |
| ---- | -------------- | ------------- | ---- | ----------------- |
| 全球 | 2022年8月5日   | 數位下載 串流 | 原始 | SM Dreamus        |
| 全球 | 2022年11月17日 | 數位下載 串流 | 混音 | SM ScreaM Dreamus |